# Orgel der Emmauskapelle (Hatzfeld)
Die Orgel der Emmauskapelle Hatzfeld wurde 1706 von Johann Christian Rindt gebaut und ist sein einziges erhaltenes Werk. Die kleine Orgel verfügt über sieben Register auf einem Manuale ohne Pedal. Sie ist im Grundbestand erhalten und eine der ältesten spielbaren Orgeln in Nordhessen.

## Baugeschichte
Für die Hatzfelder romanische Pfeilerbasilika St. Cyriax aus dem 12. Jahrhundert schaffte die Gemeinde 1664 ein Regal an. Conrad Schmitt aus Kirtorf baute 1686 eine kleine Orgel mit vier Holzregistern.
Rindt baute die Orgel ursprünglich für die Stadtkirche (14. Jahrhundert) seiner Heimatstadt unter Einbeziehung älterer Register der Vorgängerorgel. So wurden die beiden dickwandigen Bleiregister Groß Gedact 8′ und Principal 4′ aus der Orgel eines unbekannten Orgelbauers übernommen, vermutlich aus dem Anfang des 17. Jahrhunderts. Entsprechend der Bauinschrift am Untergehäuse führte Rindt 1733 eine Renovierung durch.
Peter Dickel baute 1871 für die Hatzfelder Pfarrkirche eine neue Orgel. Von 1868 bis 1872 setzte er die Rindt-Orgel nach St. Cyriax um, die heute als Friedhofskapelle dient. Bei dieser Umsetzung ersetzte Dickel die komplette Traktur und die drei hohen Register.
Als die Orgel ab den 1950er Jahren zunehmend in Verfall geriet, machte der Orgelforscher Dieter Schneider (Biedenkopf) in Artikeln auf den Wert der Orgel und ihren bedrohlichen Zustand aufmerksam. Wesentlich durch sein Engagement wurde die Orgel in den 1980er Jahren fachgerecht restauriert und vor der Niederlegung bewahrt.

## Beschreibung

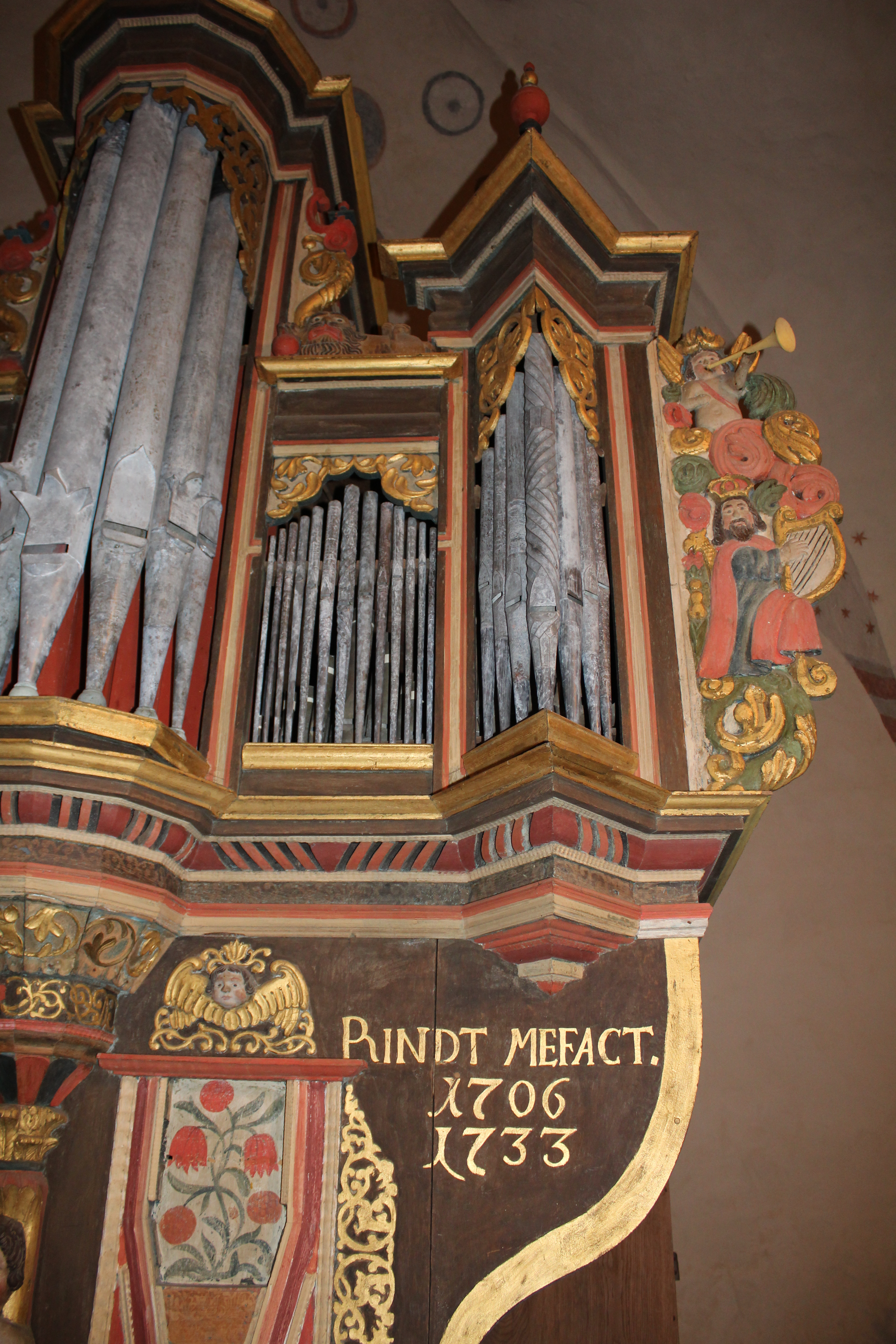
Ziselierte Prospektpfeifen

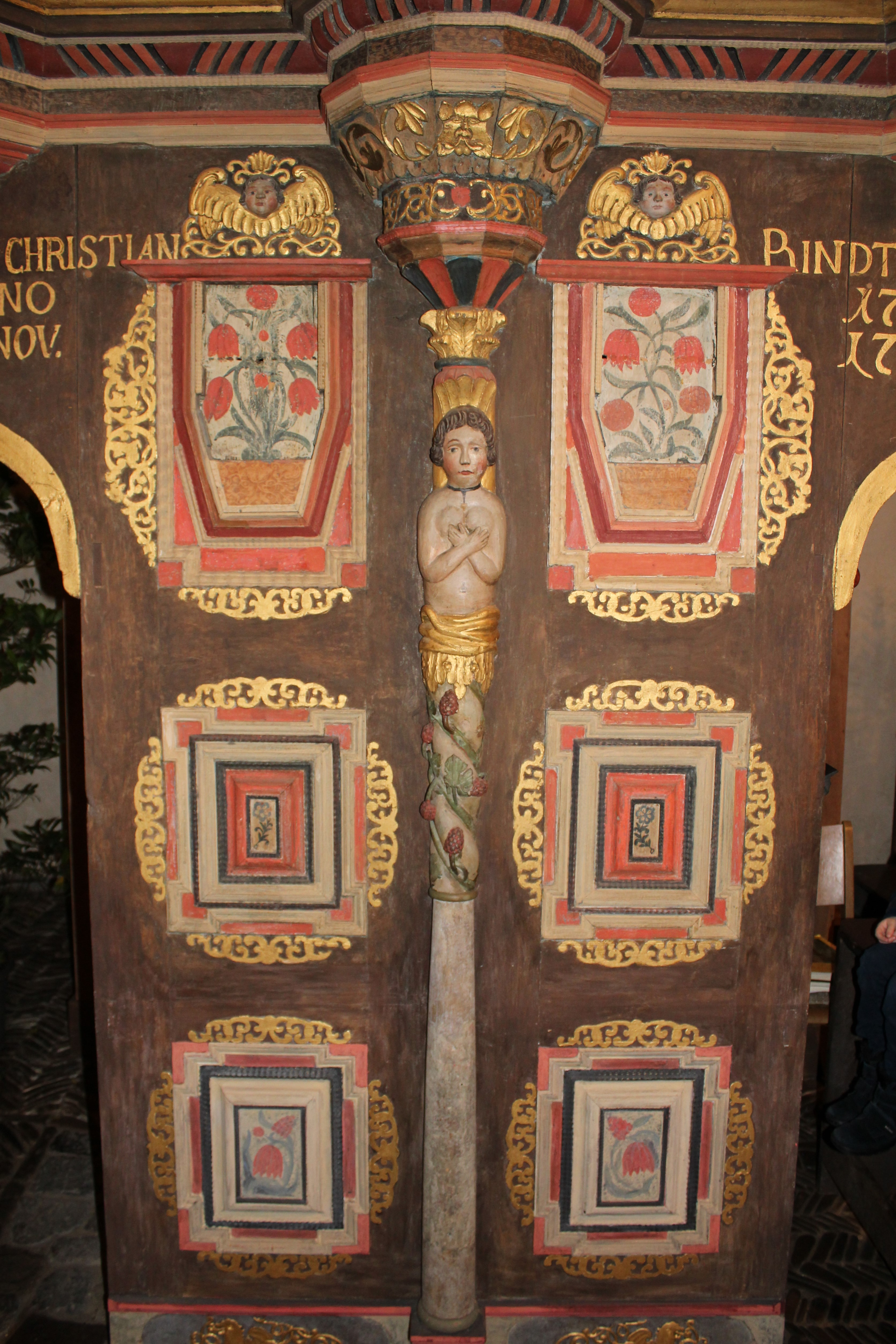
Reich verziertes Untergehäuse

Die seitenspielige Anlage weist auf ursprüngliche Verwendung als Brüstungsorgel hin. Der Spieltisch ist bis auf die Tastaturbelege original erhalten, einschließlich des Klaviaturdeckels mit seinen schmiedeeisernen Scharnieren. Die Bassoktave ist als kurze Oktave ausgeführt (ohne Cis, Dis, Fis und Gis). Über der Klaviatur finden sich Intarsien.
Der reich verzierte fünfachsige Prospekt auf Basis des Principal 4′ weist viele Übereinstimmungen mit der Rindt-Orgel der Nikolaikirche in Caldern auf. In Hatzfeld ist der überhöhte Mittelturm polygonal und in Caldern als Spitzturm ausgeführt. In beiden Instrumenten sind die Prospektpfeifen noch original, in Hatzfeld wurden 1984 fünf rekonstruiert. Ursprünglich waren die bleiernen Prospektpfeifen mit Zinnfolie foliert und hatten wie in Caldern bemalte Labien. Das tiefe E mit dem ungewöhnlichen dreizackigen Oberlabium diente als Vorlage für die Rekonstruktion der Mittelpfeife. Sie war ursprünglich aus Holz und stumm und ist seit 1984 aus Metall gefertigt. Die flankierenden Pfeifen haben Kielbögen. Dann folgen wieder Pfeifen mit drei Zacken und außen schließlich Pfeifen mit Rundlabien. Zwei niedrige Flachfelder leiten zu den mittelgroßen seitlichen Spitztürmen über. Jeweils die längste Pfeife der Flachfelder und der Spitztürme ist ziseliert. Die Nachbarpfeifen der Mittelpfeife im Spitzturm haben Oberlabien mit Kielbögen, alle anderen Prospektpfeifen haben Spitzlabien. Die fünf Pfeifenfelder werden nach oben mit vergoldetem, durchbrochenem Rankenwerk abgeschlossen, das sich auch auf den drei Türmen und seitlich des Mittelturms findet. Über den Flachfeldern sind Löwenfiguren angebracht, während die drei Türme von Spitzen mit Kugeln verziert werden. Die flankierenden Blindflügel zeigen auf beiden Seiten den Harfe spielenden König David unter einem Posaunenengel, umgeben von Rocaillen.
Die sechs tiefsten Töne des Gedackt 8′ bestehen aus Holz und wurden möglicherweise später ergänzt. Die übrigen Pfeifen aus Metall sind wie der Principal 4′ ohne Tonbuchstaben. Rindts Gedackt 4′ ist aus Metall gefertigt und hat Tonbuchstaben. Seine Octav 2′, ebenfalls mit Tonbuchstaben, ist aus Blei mit einem Zinnanteil von 3–5 %. Die oberste Oktave und fünf weitere Pfeifen wurden 1984 rekonstruiert. Die drei Register Quint 3′, Octav 2′ und Tertia stammen aus Woehls Werkstatt, die Töne D und E der Tertia sind aber noch original und dienten als Vorlage für die Mensuren.
Geschwungene Konsolen unter den Spitztürmen vermitteln zu dem schmalen Untergehäuse. Sie tragen eine vergoldete Bauinschrift: „IOHANN CHRISTIAN RINDT MEFACT. ANNO 1706 RENOV. 1733“. Bis 1960 war die Inschrift überstrichen und wurde anschließend in „IOHANN SEBASTIAN RINDT“ verlesen. Der Mittelturm wird von einer Säule gestützt, die im oberen Teil wie eine (noch nicht gedeutete) Galionsfigur gestaltet ist. Das Untergehäuse hat sechs reich profilierte Füllungen, die von vergoldetem Rankenwerk umgeben und innen mit Blumen bemalt sind. Über den beiden obersten Füllungen sind geflügelte Engelköpfe angebracht. Bohrungen über den Feldern weisen möglicherweise auf die Existenz eines Zungenregisters im Prospekt hin.

### Renovierung

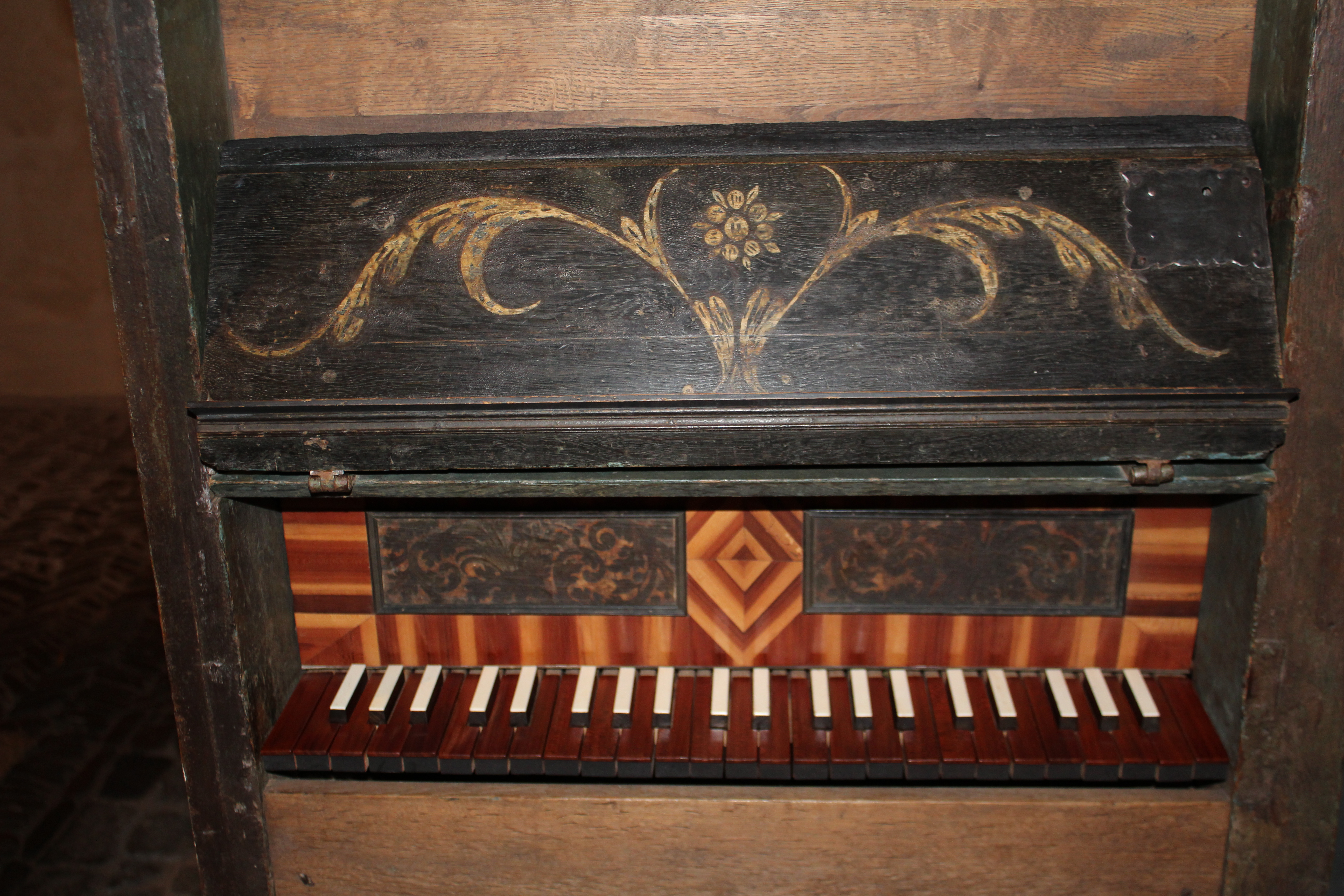
Originaler seitenspieliger Spieltisch

Nach einer Renovierung der Emmauskapelle in den 1970er Jahren folgte von 1982 bis 1984 die Restaurierung der barocken Orgel nach strengen denkmalpflegerischen Grundsätzen auf ihren Ursprungszustand.
Gerald Woehl restaurierte die Orgel und rekonstruierte verlorene Teile. Für die Wiederherstellung der Manualklaviatur wurde ein alter Tastenbelag verwendet. Die fehlenden Prospektteile aus Holz wurden rekonstruiert, die originale farbliche Fassung freigelegt. Über die drei verlorenen Registernamen (Quint 3′, Octav 2′ und Tertia) gab eine Bleistiftnotiz an der Gehäuserückseite Auskunft. Woehl rekonstruierte die Balganlage samt Windladen. Schließlich wurde die mitteltönige Stimmung gelegt.

## Disposition seit 1984 (= 1706)
| Manual CDEFGA–c3 |        |
| Groß Gedact      | 8′     |
| Principal        | 4′     |
| Gedact           | 4′     |
| Quint            | 3′     |
| Octav            | 2′     |
| Tertia           | 1 3⁄5′ |
| Super Octav      | 1′     |

## Technische Daten
- 7 Register
- Traktur:
  - Tontraktur: Mechanisch
  - Registertraktur: Mechanisch
- Windversorgung:
  - Drei Keilbälge (mittels Kalkant oder Elektromotor)
- Stimmung:
  - Stimmtonhöhe: a1 = 475,8 Hz
  - Mitteltönige Stimmung

## Aufnahmen/Tonträger
- Roland Götz spielt an der Rindt-Orgel (1706) zu Hatzfeld/Eder. Werke von Samuel Scheidt. studio XVII augsburg, (96503).
- Orgeln in Hessen aus vier Jahrhunderten. Reinhardt Menger in Worfelden, Hatzfeld, Nieder-Moos, Biebesheim und Frankfurt am Main. Bauer Studios SACD 9088-3, Cantate Domino.
- Joseph Payne – Buxheimer Orgelbuch. Vol. 2. Naxos, 1995.